# گیبسون (لوئیزیانا)
گیبسون (به انگلیسی: Gibson) یک منطقهٔ مسکونی در ایالات متحده آمریکا است که در لوئیزیانا واقع شده‌است.